# Передівання
Передіва́ння —  село в Україні, у Городенківській міській громаді Коломийського району Івано-Франківської області.

## Географія
Передівання - крайній східний населений пункт Івано-Франківської області. Розташоване у закутку на березі ріки Дністер.

## Історія
31 липня 1952 р. Городенківський райвиконком під приводом попереднього злиття колгоспів у колгосп «Більшовик» рішенням № 368 ліквідував Пробабинську і Передіванську сільради та в зв'язку з невеликою чисельністю населення приєднав їх до Городницької сільради у складі якої Передівання перебувало до 2020 року.
Відповідно до Розпорядження Кабінету Міністрів України від 12 червня 2020 року № 714-р «Про визначення адміністративних центрів та затвердження територій територіальних громад Івано-Франківської області» увійшло до складу Городенківської міської громади.

## Населення

### Мова
Розподіл населення за рідною мовою за даними перепису 2001 року:
| Мова       | Кількість | Відсоток |
| ---------- | --------- | -------- |
| українська | 286       | 100%     |